# Хилл, Рэйли
Рэ́йли Хилл (англ. Raelee Hill; 24 октября 1972, Брисбен, Квинсленд, Австралия) — австралийская актриса.

## Биография
Рэйли Хилл родилась 24 октября 1972 года в Брисбене (штат Квинсленд, Австралия).
Рэйли снимается в кино с 1993 года. Всего на счету актрисы 19 ролей в кино, включая фильмы «Тёмное солнце» (1996), «Возвращение Супермена» (2006) и другие.
Рэйли состоит в фактическом браке с Дэвидом Пи. У пары есть сын (род.04.02.2009).

### Избранная фильмография
| Год     | Сериал                                                         | Роль                            | Примечания                  |
| ------- | -------------------------------------------------------------- | ------------------------------- | --------------------------- |
| 1994-95 | Соседи/Neighbours                                              | Серендипити (Рен) Готлиб        | Постоянная роль             |
| 2000    | Повелитель зверей/ BeastMaster                                 | Села                            | Эпизод: «Золотой Феникс»    |
| 2002    | Затерянный мир/The Lost World                                  | Брайвик                         | Эпизод: «Призыв ведьмы»     |
| 2002-03 | На краю Вселенной/Farscape                                     | Сикозу Свала Шанти Сугайши Шану | Повторяющаяся роль          |
| 2004    | На краю Вселенной: Битва за мир/Farscape: The Peacekeeper Wars | Сикозу Свала Шанти Сугайши Шану | Мини-сериал                 |
| 2005    | Большая волна/Blue Water High                                  | Люси                            | Эпизод: «Время это все»     |
| 2011    | Спецотдел по спасению/Rescue: Special Ops                      | Хелен Хиллерстрем               | Эпизод: «Пропавшие кусочки» |
| 2017    | Домой и в путь/Home and Away                                   | Энни Бэнкс                      | Эпизод: «1.6637»            |